# Twijfel
Twijfel of besluiteloosheid is het niet kunnen kiezen tussen mogelijkheden. Het heeft vooral de bijbetekenis "in onzekerheid verkeren over iets, niet weten wat te doen of welk alternatief te kiezen". De stam twij- is etymologisch verwant aan het woord voor het getal twee.

## Soorten twijfel

### Methodologische twijfel
Een vorm van twijfelen die in en dankzij de westerse filosofie grote bekendheid heeft gekregen is de cartesiaanse twijfel, ook wel methodische twijfel: de Franse filosoof René Descartes stelde dat men aan alles kan twijfelen (ook aan het zintuiglijk waarneembare), behalve aan het feit dat aan alles te twijfelen valt. 'Het is zeker dat ik op dit moment twijfel, dus dat ik denk. Alles wat ik buiten mij waarneem zou bedrieglijk kunnen zijn, alles wat ik maar kán denken zou onwaar kunnen zijn, maar dat ik denk, betekent dat ik besta, dat ik in ieder geval zeker van mezelf kan zijn als denkend wezen'. Het bekende adagium van Descartes hangt daarmee samen "Dubito, ergo cogito, ergo sum" (ik twijfel, dus ik denk, dus ik ben).
Het uitstellen van een oordeel lijkt op twijfel; de Stoïcijnen deden dat met overtuiging, met als doel zo veel mogelijk gegevens te verzamelen alvorens tot een oordeel te komen. Onthouden van oordeel is een methodische noodzaak in de fenomenologie.

### Pathologische twijfel
In de psychiatrie is pathologische twijfel een bekende aandoening. Twijfel kan pathologisch zijn als hij destructief is voor de persoon zelf of voor zijn omgeving, tot volslagen immobilisme aanzet of veel te lang duurt. Een voorbeeld hiervan in de literatuur is Hamlet, die in het gelijknamige stuk van Shakespeare letterlijk gek wordt van de twijfel.

## Twijfelen of weifelen
Het werkwoord weifelen heeft dezelfde wortel als wuiven, en betekent van oorsprong heen en weer bewegen. De huidige betekenis van aarzelen is wellicht mede ontstaan door de gelijkenis (in vorm en betekenis) met 'twijfelen'. Als voornaamste verschil tussen de twee wordt gezien dat er bij twijfel sprake moet zijn van twee (of meer) alternatieven, terwijl men kan weifelen zonder dat er überhaupt iets te kiezen is. De mengvorm wijfelen wordt weliswaar al sinds de 17e eeuw in het Nederlands gebruikt, maar is niettemin een foutieve spellingsvorm.